# ホーユー (食堂運営会社)
株式会社ホーユーは、広島県広島市中区舟入本町の食堂運営会社、給食調理会社。運営業務委託を他の競合業者よりも極端に低額提示(低価格入札、価格破壊)で落札することで多数の受注をしてきたが、収支悪化で2023年（令和5年）9月1日に一部事業を停止。同月25日に広島地方裁判所から破産手続きの開始決定を受けた。

## 歴史
1994年（平成6年）7月に設立。学校、企業、官公庁、などの施設内食堂の企画や経営を主として、中四国地方を中心に北海道から九州まで事業を展開していた。
2016年、後述するベトナム実習生への搾取及び不当解雇で訴訟となる不祥事が発生する。
積極的な事業展開による売り上げの拡大の一方で、同業者間の競争による受注価格の低下にコロナ禍での食堂運営の休止などが影響して売上が減少。2022年（令和4年）11月期末時点での負債は約16億7000万円になっていた。
2023年（令和5年）9月1日に一部事業を停止した。その後、広島地方裁判所に破産手続きを申請する検討を進め、9月6日には広島労働局の職員が本社に入って今後の対応を確認した。同月25日、広島地裁から破産手続きの開始決定を受けた。負債総額は約16億8000万円。

## 不祥事
- 2016年6月に当社の技能実習生として来日したベトナム人女性に対して、3か月で約3万円の賃金しか支払わず、女性が待遇改善を求めた直後に解雇した。2017年、当社が女性に35万円を支払う内容で調停が成立したが、2019年、当社代表と実習生の受け入れ窓口である監理団体・協同組合TTKを相手に、不当解雇されたなどとして損害賠償を求めた訴訟を女性より起こされた。2020年4月、当社代表と監理団体が不当解雇の責任を認め、計200万円の解決金を支払う条件で和解した。訴訟では、当社と監理団体の連名で、女性が行方不明になったとする虚偽の書類を作成し、監理団体がベトナムの送り出し機関から違約金名目で2000ドルを受け取っていたことも判明している[8][9]。
- 2024年3月12日、従業員に時間外労働の賃金を支払わなかったなどとして、労働基準法違反の疑いで、法人としてのホーユーと同社の元ゼネラルマネジャー兼社長室室長が広島中央労働基準監督署に書類送検された。書類送検容疑は、従業員1人に対し、2021年5月分の割増賃金を一部しか支払わなかったうえ、労基署に従業員の勤務時間や賃金の支払い状況などを期日までに報告しなかったとしている[10]。広島地方検察庁は3月28日付でホーユーと元ゼネラルマネージャーを不起訴処分にした[11]。

## 2023年事業破綻に伴う担当施設・一部事業停止の影響
2023年9月1日以降、契約する約150施設のおよそ半数で食事の提供を取りやめている。

### 岩手県
岩手県立盛岡となん支援学校では、学校側が仕入れた食材を使い、同社の従業員が自主的に調理を継続した。9月15日に新企業と契約を結び、従業員4人も契約先に移った。

### 秋田県
秋田県消防学校寮内の食堂では、1日3食を提供していたが、9月5日の夕食以降提供が停止された。寮内で生活している学生には、同校が宅配弁当を手配し対応している。

### 静岡県
県立の特別支援学校など5校で2学期から給食の提供が停止した。
- 静岡県立伊豆の国特別支援学校では8月下旬から会社側と連絡が取れなくなっており、夏休み明けから弁当持参となった[16]。静岡県内の業者に委託して10月2日に再開した[17]。
- 静岡県立富士特別支援学校では9月4日から給食の提供が停止した[12]。静岡県内の業者に委託して10月2日に再開した[17]。
- 静岡県立吉田特別支援学校でも給食の提供が停止した[16]。調理員の直接雇用により9月25日に再開した[17]。
- 静岡県立沼津工業高等学校では定時制課程の生徒の夕食と学食のそばやうどんの販売を委託していたが、定時制課程の生徒は弁当持参、学食は他の商品を増やして対応した[16]。静岡県内の業者に委託して10月10日に再開[17]。
- 静岡県立富士宮東高等学校では8月28日から調理や食材発注などを委託したが、初日の28日に食材が一部届かず献立を変更する問題が発生し、給食の提供も8月31日までで停止した[16]。静岡県内の業者に委託して9月25日に再開した[17]。

このほか以下の県立高校でも影響が出た。
- 静岡県立焼津水産高等学校では9月7日に食事の提供が停止した[18]。静岡県が同社の調理員2人を直接雇用して9月11日に給食を再開した[17]。
- 静岡県立富士高等学校では9月11日に給食が停止[18]。静岡県内の業者に委託して10月2日に再開した[17]。

なお、静岡県は9月8日にホーユーに対して契約解除通知を送付した。
県立学校以外では以下の施設で影響が出ている。
- 国立清水海上技術短期大学校で9月5日から食事の提供が停止している[12]。
- 静岡県東部総合庁舎でも9月5日から食事の提供が停止している[18]。

### 愛知県
愛知県立総合看護専門学校では夏休み明けに食堂がリニューアルする予定だったが、9月6日以降も会社と連絡がつかない状態になっている。

### 京都府
府立高校2校で9月5日から食事提供が停止した。
- 京都府立農芸高等学校ではパンや弁当を手配したほか、教員が炊飯をして対応している[12]。

### 大阪府
大阪府立吹田支援学校、大阪府立守口支援学校、大阪府立摂津支援学校で9月1日から食事提供が停止した。

### 島根県
- 県立の職業訓練校「東部高等技術校」で9月5日から食事提供が停止し、コンビニエンスストアでおにぎりなどを一括注文しているほか、昼食と夕食には地元の業者から弁当を仕入れている[12]。
- 島根県警察学校では9月1日の昼食から食事の提供が停止した[20]。
- 島根県立農林大学校では9月1日以降、従業員2人が自主的に余った食材で給食の提供を続けており、県と従業員らで給食の継続について協議している[20]。

### 岡山県
- 岡山県立岡山操山中学校・高等学校では食堂の業務委託契約をPTAと会社との間で締結していたが、8月下旬から会社側と連絡が取れなくなっていた[21]。既に届いていた食材を利用して9月6日までパート従業員の調理により食事が提供されたが、7日以降は食堂の営業を休止した[21]。
- 岡山県立津山高等学校では寄宿舎の朝夕2食の業務委託契約を締結していたが会社側と連絡が取れなくなった[21]。9月6日に配送予定の食材が届かず、翌7日の朝食を最後に食材が不足となり、弁当の持参などで対応している[21]。
- 岡山県立津山工業高等学校でも寄宿舎の朝夕2食の業務委託契約を締結していたが、会社側と連絡が取れなくなった（9月11日までの食材は確保）[21]。

### 広島県
県内7校の寮で寮生向けの食事提供が停止したため弁当の手配などを行った。広島県立三次高等学校、広島県立庄原格致高等学校、広島県立西城紫水高等学校、広島県立庄原実業高等学校、広島県立油木高等学校、広島県立西条農業高等学校では契約を解除し、数百万円の違約金を請求している。
このうち広島県立西城紫水高等学校と広島県立西条農業高等学校では10月2日までに新事業者と契約を締結して10月16日に食事の提供が再開される見込みになった。
- 広島県立三次高等学校では9月1日から食事の提供が停止し、高校が依頼した地元の仕出し屋が、食事の提供が停止した9月1日から弁当の提供を行った[25]。
- 広島県立油木高等学校では9月4日から寮生への食事の提供が停止したため、教員が出勤途中に購入して寮生に渡している[22]。また私立小学校「神石インターナショナルスクール」から夕食提供の支援を受けている[12]。
- 広島市立沼田高等学校では9月1日に寮の食事提供の停止の連絡があり、4日から別の業者の弁当を提供している[4]。
- 県立広島大学の庄原キャンパスでは学生寮の食堂や売店が営業されなくなっている[26]。
- 広島県庁の議会棟の一階に入っている「県会グリル」もホーユーが運営していたため、9月6日には営業が中止している[26]。

### 山口県
周防大島高（周防大島町）、徳山高（周南市）、西京高（山口市）など県立高校8校の給食事業をホーユーが手掛けていたが、 9月1日から同社の社長の息子が代表を務める、2021年7月設立のネクスト（仙台市）が事業を引き継いだことが9月27日に判明した。

### 徳島県
徳島県警察学校の食堂でも業務を委託していたが、8月末から食材が入らなくなったと調理員から相談があり、その後、会社側と連絡がとれなくなり9月4日から食事の提供を停止した。

### 香川県
香川県立琴平高等学校、香川県立三木高等学校、香川県警察学校、高松大学などで食事の提供ができなくなる影響が出ている。

### 福岡県
- 福岡県立柳河特別支援学校で会社側と連絡が取れなくなっているが、学校が仕入れた食材を使って調理員が自主的に調理を継続している[12]。
- 県立少年自然の家「玄海の家」の食堂では、9月11日以降に食材が尽きるため食事の提供ができなくなるとみられ影響が出ている[12]。

### 長崎県
- 国立口之津海上技術学校で9月1日から業者と連絡が取れなくなっているが、調理員が自主的に調理を継続している[12]。管轄する海技教育機構では食費の支払先を調理員や食材を届ける業者に変更することも含めて検討している[12]。
- 長崎日本大学中学校・高等学校では業者から昼食の提供ができなくなる可能性があるとの連絡が入っている[12]。

### 宮崎県
宮崎県内では県立の7校で給食などの提供が停止したが、ホーユーと雇用契約を結んでいた調理員を宮崎県が当面直接雇用することになり、9月19日までにすべての学校で食事の提供が再開した。
- 宮崎県立日向ひまわり支援学校で給食が停止し、9月2日から会社側と連絡が取れなくなった[31]
- 宮崎県立清武せいりゅう支援学校でも給食の調理業務を委託していたが、9月7日から弁当持参で対応した[31]。

### 鹿児島県
鹿児島県警察学校とポリテクカレッジ川内で9月6日から食事の提供が停止した。